# Werner Andler
Werner Albert Andler (* 14. März 1945 in Unterjettingen; † 5. Juni 2013) war ein deutscher Kinderarzt.

## Leben
Andler kam 1982 an die Vestische Kinder- und Jugendklinik in Datteln. Nach der Emeritierung von Heinrich Rodeck wurde er 1986 Ärztlicher Direktor der Klinik. In dieser Funktion blieb er bis Juli 2010. In seiner Amtszeit wurde im Herbst 1988 ein Schlaflabor eingerichtet. Im Januar 1991 eröffnete das Perinatalzentrum, im September 1991 das Institut für Pädaudiologie und Phoniatrie.
Seit 1994 war er Inhaber des Lehrstuhls für Pädiatrie an der Universität Witten/Herdecke.
Er war Gründungsmitglied und Vorsitzender des Vereins Ärztliche Beratungsstelle gegen Vernachlässigung und Misshandlung von Kindern e.V. und Vorsitzender der Bundesarbeitsgemeinschaft Kind und Krankenhaus e.V.

## Ehrungen
- 2012: Verdienstkreuz 1. Klasse der Bundesrepublik Deutschland[2]